# Phare de Loode
Le phare de Loode (en estonien : Loode Tuletorn) est un feu  situé sur la péninsule de Sõrve au sud-ouest de la grande île de Saaremaa, à Türju appartenant à la commune de Torgu dans le Comté de Saare, en Estonie.
Il est géré par l'Administration maritime estonienne ,.

## Description
Le phare , construit en 1955, est une tour carrée en béton armé de 15 mètres de haut, avec une terrasse et une lanterne. Le phare est peint en blanc avec le haut brun-rouge. Il émet, à une hauteur focale de 19 mètres, deux brefs éclats blancs toutes les 10 secondes. Sa portée nominale est de 6 milles nautiques (environ 11 km).
Identifiant : ARLHS : EST-032 ; EVA-934 - Amirauté : C-3704.2 - NGA : 12674 .

## Caractéristique dufeu maritime
Fréquence : 10 secondes (W)
- Lumière : 0.5 seconde
- Obscurité : 1 seconde
- Lumière : 0.5 seconde
- Obscurité : 8 secondes

|                             |
| Île Saaremaa (localisation) |

### Lien connexe
- Liste des phares d'Estonie